# Glücksrad (Casinospiel)

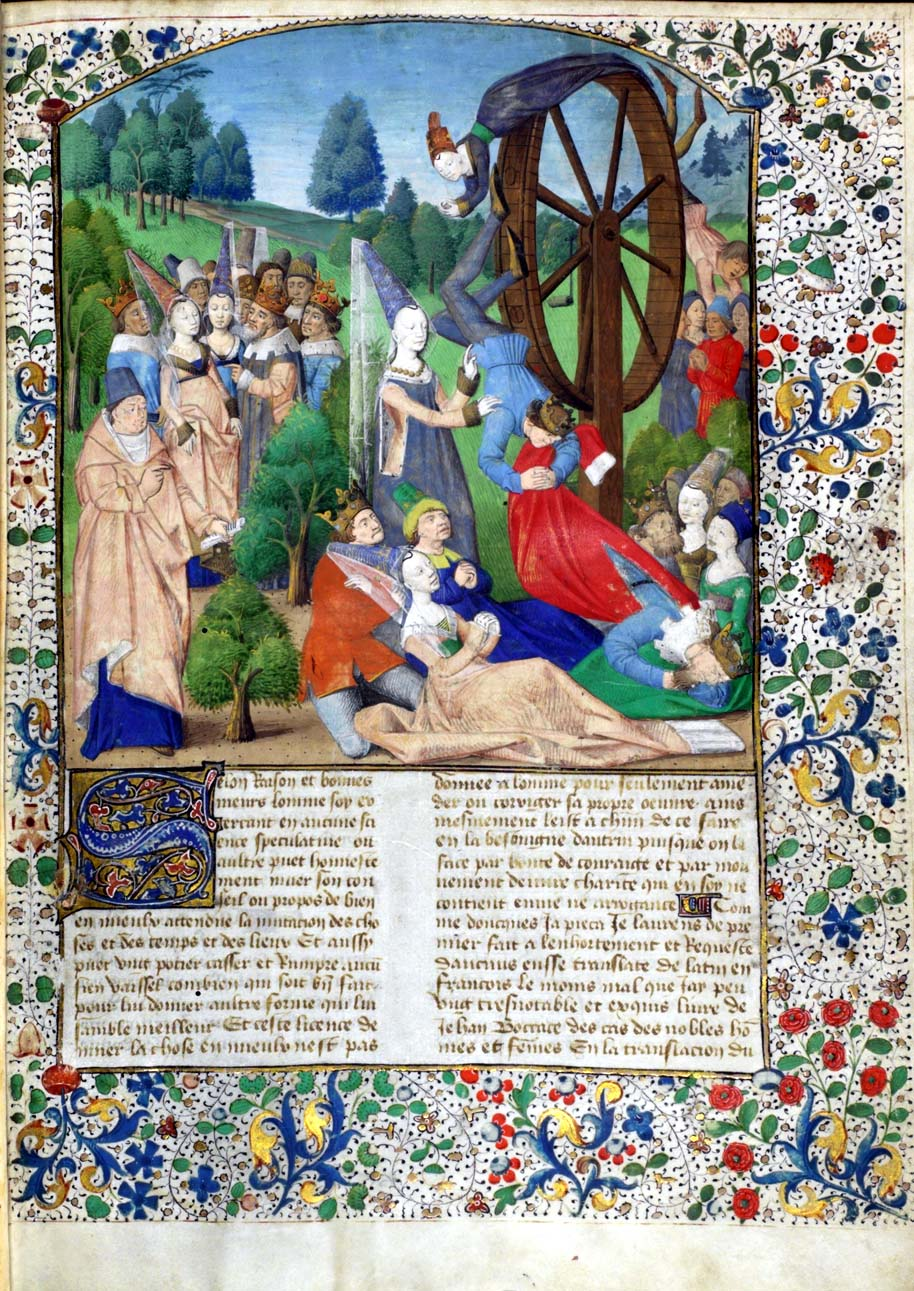
Das Rad der Fortuna in einer Handschrift des 15. Jahrhunderts

Das Glücksrad, engl. Wheel of Fortune, ist ein dem Roulette ähnliches Glücksspiel, das in Spielbanken angeboten wird. Das Glücksrad, so wie man es in Casinos antrifft, stammt aus der Zeit des amerikanischen Goldrauschs. Die Wurzeln dieses Spiels liegen wohl in den mittelalterlichen Darstellungen des Rades der Fortuna.
Die in Casinos vorzufindenden Spielarten weichen in Details vielfach voneinander ab, die folgende – beispielhafte –  Darstellung stützt sich auf das Reglement der Casinos Austria.

## Das Spiel
Das Glücksrad ist ein drehbares Rad mit 54 durch Metallstifte getrennten Feldern, auf denen jeweils eines von sieben Edelstein-Symbolen und die dazugehörige Auszahlungsquote abgebildet ist.
Die Spieler machen ihre Einsätze, der Croupier setzt das Glücksrad in Drehung – das Rad muss sich mindestens drei und höchstens fünf Mal zur Gänze drehen – ein fest montierter Dorn bremst das Glücksrad ab, bis es zum Stillstand kommt und der Dorn das Gewinnsymbol anzeigt. Bleibt der Dorn auf einem Metallstift stehen, so gewinnt das vorangegangene Feld.

## Die Wettmöglichkeiten
| Symbol   | Anzahl der Felder | Auszahlungs- quote | Bankvorteil |
| -------- | ----------------- | ------------------ | ----------- |
| Saphir   | 23                | 1:1                | 14,81 %     |
| Amethyst | 15                | 2:1                | 16,67 %     |
| Topas    | 8                 | 5:1                | 11,11 %     |
| Opal     | 4                 | 10:1               | 18,52 %     |
| Smaragd  | 2                 | 20:1               | 22,22 %     |
| Rubin    | 1                 | 45:1               | 14,81 %     |
| Diamant  | 1                 | 45:1               | 14,81 %     |

Der Bankvorteil bei den verschiedenen Wettmöglichkeiten des Glücksrades ist jeweils um vieles größer als etwa beim Roulette, dieser beträgt 1,35 % bei den einfachen und 2,70 % bei den mehrfachen Chancen.